# Te Aupōuri
Die Te Aupōuri oder Te Aupouri sind die nördlichste Stammesgruppe (iwi) der Māori Neuseelands. Ihr Stammesgebiet ist die Aupōuri Peninsula, nördlich von Kaitaia in der Region Northland.
Beim Zensus 2003 bezeichneten sich 8.200 Einwohner Neuseelands als Te Aupōuri oder deren Abkömmlinge.

## Bekannte Te Aupōuri
- Ralph Hotere, Künstler
- Shane Jones, Parlamentsabgeordneter